# Газская школа риторики
Газская школа риторики непосредственно продолжала традиции античной как в организационном, так и частично в содержательном плане, изменив лишь идеологию. При этом риторские школы были одними из наиболее универсальных, в которых сохранилась в наибольшей степени классическая традиция.
Школа риторов в Газе Палестинской была одной из самых ярких центров такого рода в V—VI веках. После Константина Великого именно в Палестине угасающее язычество сохраняло свои позиции сильнее, чем в других частях империи, и держалось оно в ней ещё особенно упорно во многих местностях. За исключением Маюма, обратившегося в христианство, все прибрежные города региона — Газа, Тавааф, Анфедон, Рафия, Вефилия, Аскалон и Иоппия — оставались преимущественно языческими. В них, в отличие от Антиохии эпохи Юлиана Отступника, продолжали функционировать храмы богов. Даже в окрестных малолюдных городах и селениях, возведённые на искусственных холмах великолепные храмы, окруженные колоннадами и портиками, продолжали быть главными топографическими доминантами всей местности.
Твердыней язычества считались Газа со своими восемью храмами в честь Гелиоса, Афродиты, Аполлона, Коры, Гекаты, Тихе и Героя (Vita Porph., 64). Самым известным из них был храм Зевса-Марны, возвышавшееся в виде огромной круглой башни, окруженной двойным рядом портиков.
Наряду с этим, город Газа, начиная с IV века, был важным христианским и монашеским центром в Палестине наряду с Египтом, Синаем, Иудейской пустыней и Иерусалимом. Истоки местного монашества восходят к Илариону Газскому (около 291—370), современнику Антония Великого.
История Газы на рубеже IV—V веках описана в «Житии св. Порфирия Газского», созданном, как считается, около 600 года Марком Диаконом. Как следует из этого источника, на 30 тысяч жителей епископу Порфирию в 394 году удаётся собрать не более 300 верных христиан, а христианская церковь действует всего одна (Vita Porph., 19). В 398 году Порфирий закрывает все языческие храмы, а в 402 году разрушается оплот язычества Марнейон.
Вследствие реформ Диоклетиана и Константина Газа была причислена к провинции Палестина I. Все писатели этого времени называют Газу значительным и богатым городом. Мозаическая карта из Мадабы (Медвы, совр. Иордания) середины VI века представляет Газу как типичный ранневизантийский «мегаполис», устроенный по римскому образцу: улица с колоннами с севера на юг, амфитеатр и две христианские базилики. Сообщение паломника из Пьяченцы (около 570 года) подтверждает это: «Газа — великолепный и восхитительный город, жители его очень почтенны и отличаются щедростью, они любят чужестранцев. В двух милях от Газы покоится святой отец Иларий».
Христианизация города Газы окончательно побеждает ко 2-й половине V в. Парадоксальным образом именно с этого времени начинается общеимперская слава высшей риторической школы в Газе. Её наивысшие достижения связаны с именами Прокопия Газского и Хорикия. Из их писем и речей становится ясно, что в христианской Газе, как и в других городах позднеантичного мира, граждане обучались в муниципальных школах. И место школ в жизни города Газы было выше, чем во многих других городах. Между церковью и риторической школой существовали особые отношения. Христианское образование было частью образовательной программы Газской «академии». Хорикий отмечает, что глава школы Прокопий был очень искушён в Священном Писании (Or. fun. in Proc., 21). При этом Прокопий не был монахом и, как утверждает Хорикий, не был и священником. Возможно, епископом был софист Эней Газский. Тот факт, что христианский епископ возглавлял короткое время риторическую школу, является исключительным. Он демонстрирует сотрудничество софистов и клириков в отдельно взятом высшем учебном заведении. Как известно, епископ в позднеантичном городе был одним из его руководителей, вел активную общественную, а нередко и хозяйственную деятельность. Хорикий описывает епископа Маркиана как организатора общественных празднеств, раздач хлеба нуждающимся и т. п. В посвятительной речи Марии Хорикий провозглашает, что священство выше всех городских чиновников (собственно — «лучше» — τω καλλίστω). Епископ и его клир были частью среднего класса муниципалов своих городов в Поздней империи. Хорикий в своих речах изображает преимущественно общественную деятельность епископа, активное его участие в гражданской администрации. Из речей Хорикия мы можем заключить, что церковь в Газе была неотъемлемой частью городской муниципальной и общественной жизни, а классическая риторическая высшая школа Газы обеспечивала образовательные потребности не только города, но и клира, включая значительную часть всего Палестинского региона.
В Газской школе, по-видимому, родился жанр катен («цепей») — маргиналий к христианским богословским текстам в виде цитат из Святого Писания и более ранних богословов. Газа как центр монашества и Газская богословская школа существовали независимо от городской школы риторики.
Ранневизантийская Газа предстает как крупнейший центр интеллектуальной жизни Восточного Средиземноморья. С этим городом прямо или косвенно связаны такие авторы сохранившихся сочинений, как: историки — Эрмий Созомен, Захария Ритор; риторы — Зосим Газский; Зосим Аскалонский; Эней Газский; Прокопий Газский; Хорикий; философ — Исидор Газский; учёные — Тимофей Газский; Евтокий Аскалонский; поэты — Иоанн Газский; Тимофей; Георгий; Косма Маюмский; богословы и монахи — авва Исайя; Петр Ивер; Иоанн Руф; Севир Антиохийский; авва Дорофей; Варсануфий и Иоанн.
Среди писателей, прошедших подготовку в школах Газы, одним из самых известных был Прокопий Кесарийский, крупнейший историк царствования Юстиниана I. Стиль Прокопия показывает, что Фукидид, должно быть, был любимым
образцом в классах Газы, и что также ученики должны были внимательно прочитать и Геродота.
Как нужно расценивать этот внезапный расцвет в школах Газы в начале VI века? Известно, что в Газе всегда велось хорошее обучение литературе и риторике, но что объясняет внезапное появление людей исключительных талантов, таких как Прокопий Газский и Хорикий. Как полагает Гленвилл Дауни, «…вся атмосфера в Газе была благоприятной, чтобы стимулировать литературное творчество. Александрия и Константинополь смогли привлечь и удержать уважаемых профессоров, но ни один — оживленный морской торговый порт, ни другой — имперская столица и деловой центр империи, не мог дать те условия, которые Газа предлагала для студентов и преподавателей. Красивые классические здания и ровный климат сделали Газу в высшей степени приятным местом жительства для академического народа».
В ранневизантийское время и Афины, и Газа были центрами преподавания классической риторики и философии и использовали классических авторов как литературные образцы. Но есть крайне важная разница. Профессора в Афинах были язычниками, в то время как профессора Газы были христианами. В Афинах учителя жили в древней интеллектуальной святыне, преподавали древних авторов и изучали их в старой традиции. Для этих учителей жизнь могла казаться неизменной с эллинистического времени. Преподаватели в Газе представляют собой новый тип — христианского ученого. Они учили классических авторов, потому что верили в ценность этого материала, но они сами были христианами, и в своих трудах они пытались показать, что классические шедевры должны быть вписаны в более широкий контекст христианской истины, и что они могли бы внести надлежащий вклад в христианское образование. Искренность мировоззрения профессоров Газы была продемонстрирована их сочинениями, написанными как для языческих, так и для христианских подданных одновременно, и их понимание ценности классики стало мерилом успеха в их классических трудах.
Юстиниан указом 529 году, запретил изучение классической философии преподавателями, которые не были сами христианами. Поэтому Афинская школа была закрыта, а Газская продолжала процветать.
Газская школа риторики дает один из наиболее ярких и плодотворных вариантов ранневизантийского культурного синтеза, адаптации классического наследия христианством. История идей Газской школы известна больше, чем история собственно организации школы и особенностей преподавания (так как это известно о школе Либания в Антиохии второй половине IV века). Однако, несомненно, что эта школа была одним из наиболее ярких центров континуитета античного образования, благодаря которой христианство в основных чертах усвоило и сохранило классическую школу (П. Лемерль).
Арабское завоевание Палестины в первой половине VII века положило конец развитию христианства в регионе и ранневизантийскому периоду его истории.